# Dharwad Challenger
Il Dharwad Challenger è stato un torneo professionistico di tennis giocato su campi in cemento. Faceva parte dell'ATP Challenger Series. Si giocava annualmente a Dharwad in India.

## Albo d'oro

### Singolare
| Anno       | Campione        | Finalista      | Punteggio     |
| ---------- | --------------- | -------------- | ------------- |
| 2006       | Viktor Troicki  | Łukasz Kubot   | 2–6, 6–4, 6–4 |
| 2005- 2004 | Non disputato   | Non disputato  | Non disputato |
| 2003       | Danai Udomchoke | Wang Yeu-tzuoo | 7–6(5), 6–1   |

### Doppio
| Anno       | Campioni                              | Finalisti                             | Punteggio     |
| ---------- | ------------------------------------- | ------------------------------------- | ------------- |
| 2006       | Kamil Čapkovič Lukáš Lacko            | Sanchai Ratiwatana Sonchat Ratiwatana | 6–3, 7–5      |
| 2005- 2004 | Non disputato                         | Non disputato                         | Non disputato |
| 2003       | Sanchai Ratiwatana Sonchat Ratiwatana | Prakash Amritraj Rik De Voest         | 3–6, 6–3, 7–5 |